# Pont de Muides-sur-Loire
Le pont de Muides-sur-Loire  est un pont français franchissant la Loire à Muides-sur-Loire dans le département de Loir-et-Cher et la région Centre-Val de Loire.
Le pont est situé dans le périmètre du Val de Loire inscrit au patrimoine mondial de l'UNESCO.

## Géographie
Le pont est situé à 15,5 km à l'aval de pont de Beaugency et à l'amont de Blois. Il supporte la route départementale D112 qui relie Mer et Courbouzon sur la rive droite à Muides-sur-Loire sur la rive gauche, puis à Chambord au-delà.

## Histoire

### Le pont suspendu 1843-1931
La construction est déclarée d'utilité publique par une ordonnance royale du 3 août 1840. Un décret du 8 août 1840 acte la construction d'un pont sur la Loire à hauteur de Muides. Il s'agit d'un pont suspendu en câbles de fer, dont les architectes sont A. Boulland et M. Robin. Il était long de 317,1 mètres. La concession était prévue sur 90 ans. L'ouvrage suspendu possédait une largeur de tablier de 5,60 mètres d'un garde-corps à l'autre, mais celle-ci était réduite à 3,95 mètres au passage des portiques. La limite de charge a été fixée dès la construction à quatre tonnes par véhicule isolé. Après un deuil qui entache sa construction, le pont est finalement inauguré le 25 août 1843.
Ce pont fut coupé par le Génie français en 1870 comme tous les autres ponts entre Orléans et Blois. La concession du pont fut rachetée par le Conseil Général en 1883. L'augmentation du trafic amena à renforcer le pont par des câblages supplémentaires.

### Le pont en béton 1932
En 1925, est décidée la construction d'un pont en béton armé ; l'ancien pont métallique est détruit en 1931. La construction du nouveau pont dure de 1928 à 1932. Le pont actuel est inauguré en août 1932. En béton armé à deux travées, il se compose de plusieurs sous-ouvrages : un pont à poutres en béton armé à une travée, côté Muides-sur-Loire de 25 mètres de long, deux ouvrages en béton armé constitués d'un tablier plat suspendu à deux poutres en arc par des tirants verticaux.
Du côté de Muides-sur-Loire, l'ouvrage, de quatre travées, franchit le bras principal de la Loire sur une longueur de 230 mètres. Du côté de Mer, l'ouvrage, de 115 mètres de long, passe au-dessus du bras de décharge et comporte deux travées.
Long de 330 mètres, le pont relie la Beauce à la Sologne. Entre les deux ponts, la chaussée s'appuie sur deux murs de soutènement en béton armé sur une longueur de 115 mètres.
Le pont est détruit par deux fois au cours de la Seconde Guerre mondiale. Il est alors le passage qui, depuis Paris, conduit les Franciliens à Chambord.